# Zalaba
Zalaba (Hongaars: Zalaba) is een Slowaakse gemeente in de regio Nitra, en maakt deel uit van het district Levice.
Zalaba telt 157 inwoners.